# Petri Leskinen
Petri Johannes Leskinen (Vaasa, 9 de junio de 1966) es un deportista finlandés que compitió en vela en la clase 470.
Ganó dos medallas en el Campeonato Mundial de 470, oro en 1997 y bronce en 1992, y dos medallas en el Campeonato Europeo de 470, plata en 1995 y bronce en 1997.
Participó en tres Juegos Olímpicos de Verano, entre los años 1992 y 2000, ocupando el cuarto lugar en Barcelona 1992 y el cuarto en Atlanta 1996.

## Palmarés internacional
| \| Campeonato Mundial \| Campeonato Mundial \| Campeonato Mundial \| Campeonato Mundial \| \| Año \| Lugar \| Medalla \| Clase \| \| ------------------ \| -------------------- \| ------------------ \| ------------------ \| \| 1992 \| Rota (España) \| Medalla de bronce \| 470 \| \| 1997 \| Tel Aviv (Israel) \| Medalla de oro \| 470 \| \| Campeonato Europeo \| \| \| \| \| Año \| Lugar \| Medalla \| Clase \| \| 1995 \| Båstad (Suecia) \| Medalla de plata \| 470 \| \| 1997 \| Nieuwpoort (Bélgica) \| Medalla de bronce \| 470 \| |                      |                   |       |
| Campeonato Mundial |                      |                   |       |
| Año | Lugar                | Medalla           | Clase |
| 1992 | Rota (España)        | Medalla de bronce | 470   |
| 1997 | Tel Aviv (Israel)    | Medalla de oro    | 470   |
| Campeonato Europeo |                      |                   |       |
| Año | Lugar                | Medalla           | Clase |
| 1995 | Båstad (Suecia)      | Medalla de plata  | 470   |
| 1997 | Nieuwpoort (Bélgica) | Medalla de bronce | 470   |